# جزایر تنگه تورس
جزایر تنگه تورس (به انگلیسی: Torres Strait Islands) یک مجمع‌الجزایر در استرالیا است. این مجموعه جزایر در تنگه تورس قرار گرفته‌اند. تعداد آنها ۲۷۴ جزیره کوچک است. تنگه تورس شبه جزیره کیپ یورک در شمال ایالت کوئینزلند را از کشور گینه نو جدا می‌کند.